# Cylindromyia flavibasis
Cylindromyia flavibasis là một loài ruồi trong họ Tachinidae.